# Греховен 2
„Греховен 2“ (на английски: Sinister 2) е американски филм на ужасите от 2015 г. на режисьора Сиаран Фой със сценаристи Скот Дериксън и Кристофър Робърт Каргил. Продължение е на „Греховен“ от 2012 г. и в него участва Джеймс Рансоун, който отново изпълнява ролята си от първия филм.